# Madeleine Stowe
Madeleine Marie Stowe Mora (født 18. august 1958) er en amerikansk skuespillerinde.

## Biografi

### Opvækst
Stowe blev, som den ældste af tre søstre, født i Eagle Rock, som datter af Mireya, en immigrant fra Costa Rica, og Robert Stowe, en civilingeniør, der led af multipel sklerose.
I en alder af 10 år, begyndte Stowe at tage klavertimer med det mål at blive koncertpianist – og det var også en måde at undgå at skulle socialiserer med andre børn. Hendes russisk-fødte lærer, Sergei Tarnowsky (han var lærer for Vladimir Horowitz, inden han immigrerede til USA) troede på hende, og lærte hende at spille på sit dødsleje. Da han døde som 96-årig, holdt hun op – og som 18-årig gik hun på hendes første date. Hun studerede derefter biografi og journalisme ved University of Southern California. Ikke specielt interesseret i hendes timer, indvilligede Stowe i at lave optrædener på Solaris, ved Beverly Hills teater, hvor en filmagent opdagede hende og hurtigt fik utallige tilbud fra tv og fjernsyn til hende.

### Karriere
I næsten 15 år optrådte Stowe mest i mindre roller eller biroller i film og på tv. Et par af hendes optrædener fra denne tidsperiode, er blevet velkendt til det offentlige, såsom Stakeout (1987), hvor hun spillede over for Richard Dreyfuss og Revenge (1990), hvor hun spillede over Kevin Costner. I 1992 fik Stowe endelig en hovedrolle i en større film, The Last of the Mohicans, hvor også Daniel Day-Lewis spillede med.
Derefter kom der flere store filmroller. Året efter castede instruktøren Robert Altman til filmen Short Cuts, i hvilken hun gav en af sine mest berømte optrædener, da hun skulle spille konen til en lyvende og forfalskede politiofficer spillet af Tim Robbins. I det følgende år spillede Stowe en blind musiker i Blink, hvor også Aidan Quinn medvirkede (14 år tidligere havde hun en gæsterolle som en blind maler i Det Lille Hus på Prærien). Året efter det spillede hun en sympatisk psykiater i sci-fi-filmen Twelve Monkeys. Stowe holdt en pause fra sit skuespil i 1996 for at kunne koncentrerer sig om at være mor. I 1998 vendte hun dog tilbage i filmen The Proposition. Hun har for nyligst medvirket i Jeff Goldblums detektiv drama Raines i 2007. Serien blev aflyst to måneder senere.

### Privat
Stowe har været gift til skuespilleren Brian Benben siden 1982, efter at de havde mødt hinanden under en optagelse året før. Parret har sammen en datter, May (født i 1996) og bor på deres ranch i Texas.

## Filmografi
| Film     | Film                      | Film                         | Film                      |
| År       | Film                      | Rolle                        | Bemærkninger              |
| -------- | ------------------------- | ---------------------------- | ------------------------- |
| 1981     | Gangster Wars             | Ruth Lasker                  |                           |
| 1987     | Stakeout                  | Maria McGuire                |                           |
| 1989     | Tropical Snow             | Marina                       |                           |
| 1989     | Worth Winning             | Veronica Briskow             |                           |
| 1990     | Revenge                   | Miryea Mendez                |                           |
| 1990     | The Two Jakes             | Lillian Bodine               |                           |
| 1991     | Closet Land               | Vidne                        |                           |
| 1992     | Unlawful Entry            | Karen Carr                   |                           |
| 1992     | The Last of the Mohicans  | Cora Munro                   |                           |
| 1993     | Another Stakeout          | Maria                        | Ukrediteret rolle         |
| 1993     | Short Cuts                | Sherri Shepard               |                           |
| 1994     | Blink                     | Emma Brody                   |                           |
| 1994     | China Moon                | Rachel Munro                 |                           |
| 1994     | Bad Girls                 | Cody Zamora                  |                           |
| 1995     | Twelve Monkeys            | Kathryn Railly               |                           |
| 1998     | The Proposition           | Eleanor Barret               |                           |
| 1998     | Playing by Heart          | Gracie                       |                           |
| 1999     | Generalens datter         | Warr. Off. Sara Sunhill      |                           |
| 2002     | Impostor                  | Maya Olham                   |                           |
| 2002     | We Were Soldiers          | Julie Moore                  |                           |
| 2002     | Avenging Angelo           | Jennifer Barrett Allieghieri |                           |
| 2003     | Octane                    | Senga Wilson                 |                           |
| Fjernsyn |                           |                              |                           |
| År       | Titel                     | Rolle                        | Bemærkninger              |
| 1978     | Baretta                   | Anna                         | Episode: The Marker       |
| 1978     | The Amazing Spider-Man    | Maria Calderon               | Episode: Escort to Danger |
| 1978     | The Nativity              | Mary                         | ABC tv-film               |
| 1978     | The Deerslayer            | Hetty Hutter                 | NBC tv-film               |
| 1979     | Barnaby Jones             | Diane                        | Episode: School of Terror |
| 1980     | Beulah Land               | Selma Kendrick Davis         | CBS miniserie             |
| 1980     | Det Lille Hus på Prærien  | Annie Crane                  | Episode: Portrait of Love |
| 1981     | Trapper John, M.D.        | Cassie                       | Episode: Creepy Time Gal  |
| 1981     | The Gangster Chronicles   | Ruth Lasker                  | NBC miniserie             |
| 1984     | Amazons                   | Dr. Sharon Fields            | ABC tv-film               |
| 1986     | Blood & Orchids           | Hester Ashley Murdoch        | CBS tv-film               |
| 2002     | The Magnificent Ambersons | Isabel Amberson Minafer      | A&E Network tv-film       |
| 2005     | Saving Milly              | Milly                        | CBS tv-film               |
| 2006     | Southern Comfort          | Charlotte                    |                           |
| 2007     | Raines                    | Dr. Samantha Kohl            |                           |

## Priser og nomineringer
ALMA Awards
- 2000: Nomineret til "Outstanding Actress in a Feature Film" for The General's Daughter

Saturn Awards
- 1996: Nomineret til "Best Actress" for Twelve Monkeys

Blockbuster Entertainment Awards
- 2000: Nomineret til "Favorite Supporting Actress in a Suspense" for The General's Daughter

Golden Globe Awards
- 1994: Vandt "Best Ensemble Cast" for Short Cuts (delt med skuespiller-crewet)

Imagen Foundation Awards
- 2005: Vandt "Best Television Actress" for Saving Milly

National Society of Film Critics Awards
- 1994: Vandt "Best Actress in a Genre Motion Picture" for Twelve Monkeys

Venice Film Festival Awards
- 1993: Vandt "Best Ensemble Cast" for Short Cuts (delt mellem skuespiller-crewet)